# نظرية التحفيز بتقدير الذات

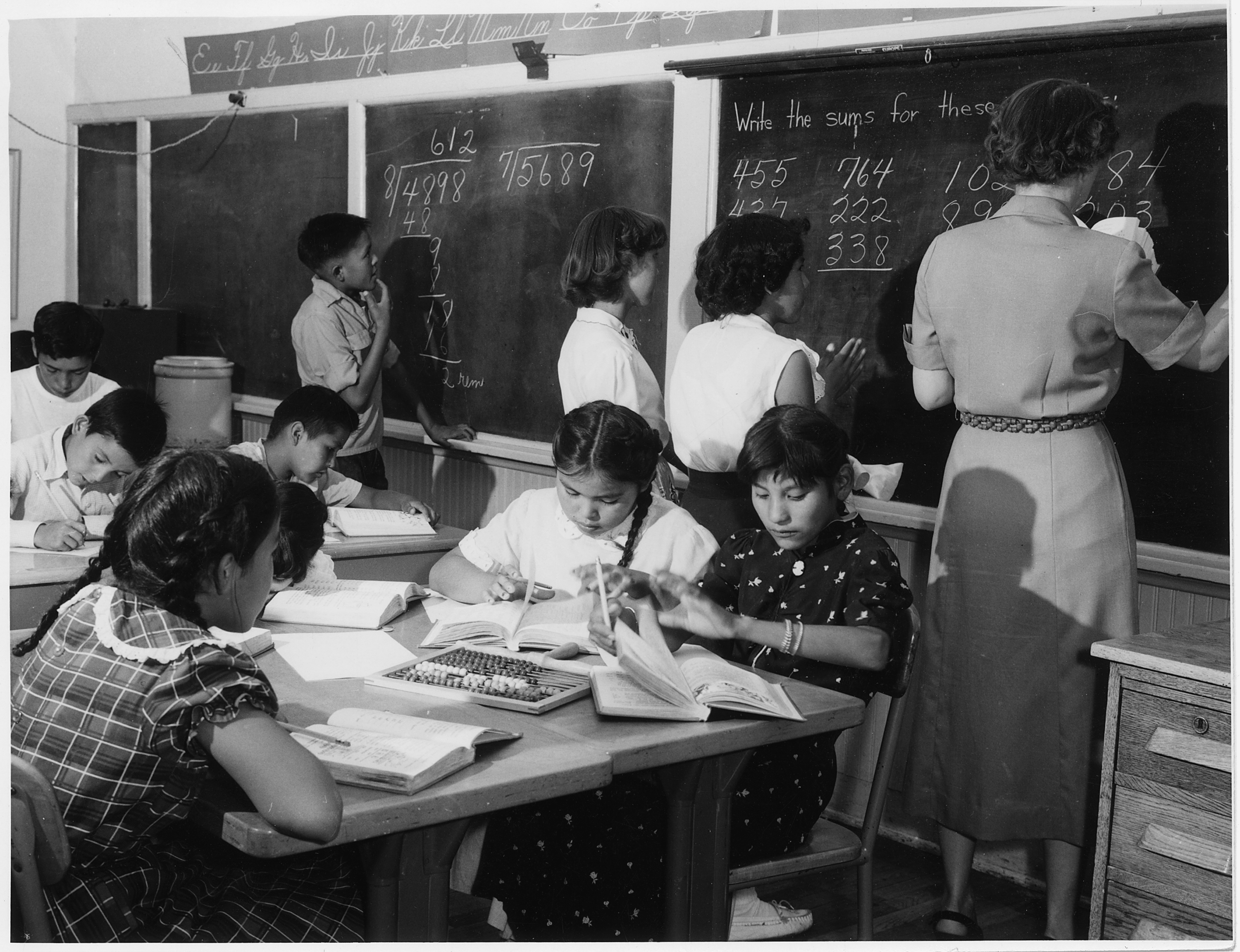
تنطبق نظرية التحفيز بتقدير الذات عادةً على الطلاب في السياق المدرسي حيث توجد تقييمات متكررة للقدرات ومقارنات بين الأقران.

نظرية التحفيز بتقدير الذات، والمُشتقة من النظرية الأصلية نظرية الدافع للإنجاز، تصف ميل الفرد لحماية شعوره بـتقدير الذات كمحفز لتجنب الفشل وبالتالي السعي نحو النجاح. وتنطبق هذه النظرية عادةً على الطلاب في السياق المدرسي، حيث تُقيَّم القدرات باستمرار وتحدث مقارنات بين الأقران. يعتقد غالبية الطلاب أن التمتع بالكفاءة الأكاديمية هو وسيلة للحفاظ على تقدير الذات، ولذلك يحاولون تعظيم كفاءتهم الأكاديمية وتجنب الفشل. ويُعرَّف الجهد الذي يبذله الفرد لتعظيم كفاءته الأكاديمية من أجل حماية تقدير الذات غالبًا بأنه "سيف ذو حدين"؛ فعلى الرغم من كونه عاملًا أساسيًا في النجاح، إلا أنه قد يؤدي أيضًا إلى مشاعر بعدم القيمة والعجز في حال الفشل. ولتجنب الوصول إلى استنتاج مفاده العجز، وبالتالي الحفاظ على تقدير الذات، يختار بعض الطلاب استخدام استراتيجيات دفاعية، مثل بذل جهد أقل ووضع معايير منخفضة أثناء التقييم. وتُعرف هذه الاستراتيجيات التي تدعم الحفاظ على تقدير الذات باسم الإعاقة الذاتية والتشاؤم الدفاعي على التوالي.

## الإعاقة الذاتية
تُتيح استراتيجية الإعاقة الذاتية للفرد تبرير الفشل من خلال وضع عائق عمدًا في طريق النجاح. وبهذه الطريقة، يمكن للفرد إلقاء اللوم على العائق بدلاً من عجزه الشخصي عندما تكون نتيجة أدائه غير مرضية. تشمل الأساليب النموذجية للإعاقة الذاتية تسويف، تقليل الجهد، أو عدم الرغبة في التدريب على المهام القادمة. وتؤثر هذه الأهداف القائمة على تجنب الأداء سلبًا على تحقيق الفرد لنتائج جيدة. ولذلك، فإن استراتيجية الإعاقة الذاتية لها عدة عواقب سلبية، منها: "ضعف الإنجاز الأكاديمي، وعدم الرضا الأكاديمي، وتدني الشعور بالرفاهية الذاتية"، إلى جانب فائدة إيجابية محتملة تتمثل في حماية تقدير الذات. وبالإضافة إلى ذلك، وعلى عكس استراتيجية التشاؤم الدفاعي، فإن الإعاقة الذاتية تركز أكثر على تجنب الفشل بدلاً من السعي نحو النجاح. وغالبًا ما تحدث هذه الاستراتيجية في المواقف التي يُقدِّم فيها الأفراد تجنُّب الفشل على تحقيق الأداء الناجح.
وقد طُرحت أيضًا البُعد التمثيلي للإعاقة الذاتية. وتشمل هذه الاستراتيجية المُصرَّح بها ذاتيًا المبالغة في العقبات التي قد تُعيق الأداء الناجح، وتقديم أعذار تتعلق بقلق الاختبار أو مشكلات صحية.

## التشاؤم الدفاعي
لتجنُّب الأثر السلبي للفشل على الشعور بتقدير الذات، يستخدم بعض الطلاب استراتيجية التشاؤم الدفاعي؛ حيث يتعمدون التفكير بطريقة تشاؤمية بشأن المهام القادمة. ويتضمن ذلك وضع أهداف منخفضة وتوقعات متدنية تجاه المهام التي ستُقيَّم فيها قدراتهم. إن وضع أهداف منخفضة، وبالتالي أكثر أمانًا، يتم من خلال خفض معيار الأداء المقبول، مما يساعد الأفراد على الشعور بالرضا عن النتائج.

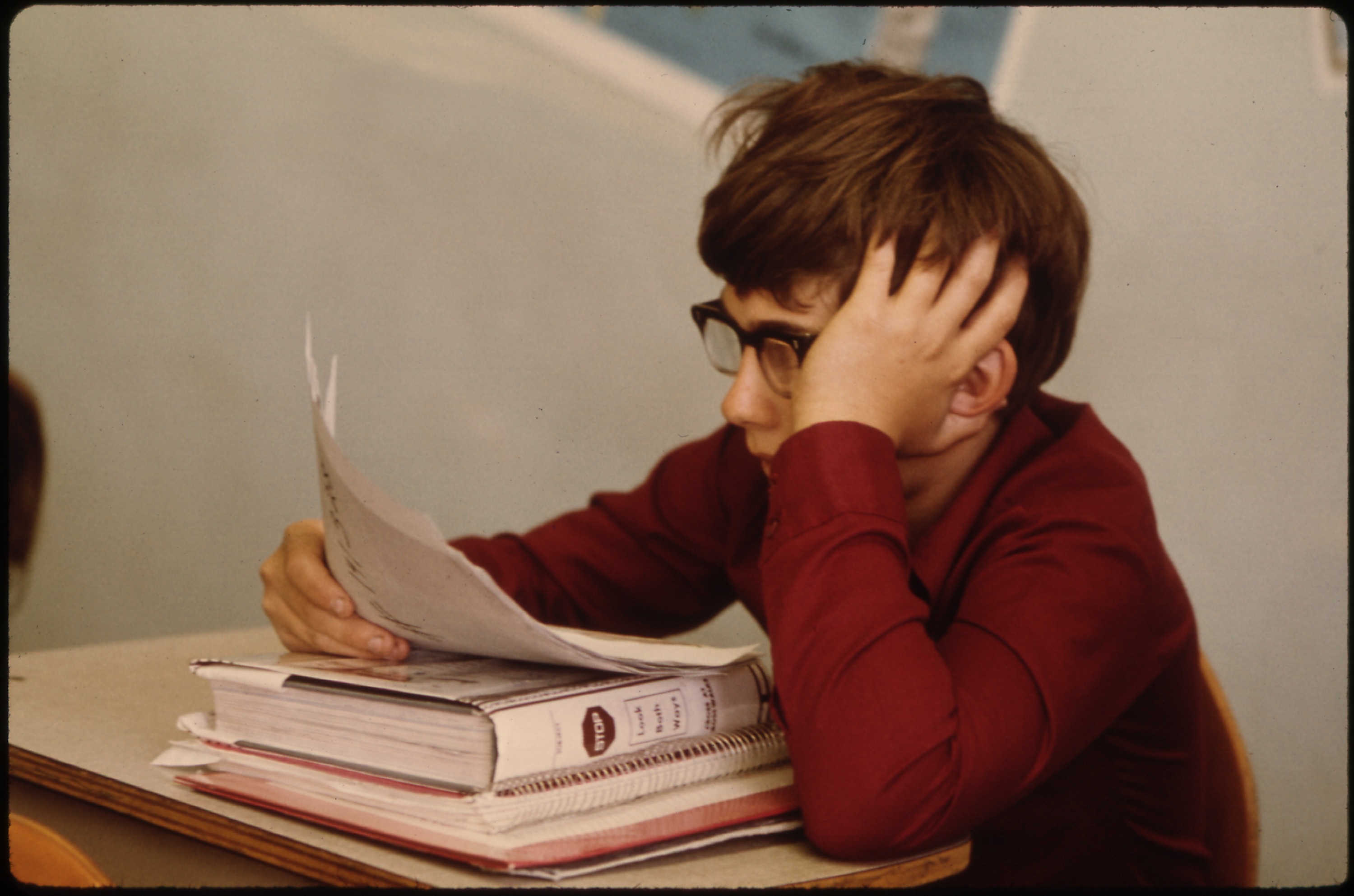
يستخدم بعض الطلاب استراتيجية التشاؤم الدفاعي لحماية شعورهم بتقدير الذات من خلال التفكير عمدًا بطريقة تشاؤمية بشأن المهام القادمة.

وعلى عكس استراتيجية الإعاقة الذاتية، فإن التشاؤم الدفاعي لا يؤثر سلبًا على تحقيق الأداء أو إنجاز المهام. بل إن التدخُّل في هذه الاستراتيجية يمكن أن يُحدث تأثيرًا سلبيًا على أداء الفرد. ومع أنه لا يؤثر سلبًا على الإنجاز بحد ذاته، إلا أن التشاؤم الدفاعي قد يؤدي إلى عواقب صحية نفسية غير مرغوبة مثل "انخفاض الرضا عن الحياة، وتراجع تدريجي في مستوى الأداء، ومشاعر اليأس والقلق"، بالإضافة إلى التسبب بإعياء وتقلّبات عاطفية.

## التوقع الدفاعي والتفكر التأملي
هناك عاملان أساسيان في التشاؤم الدفاعي يُعرفان كاستراتيجيتين يعتمد عليهما المتشائمون دفاعيًا؛ وهما التوقع الدفاعي والتفكّر التأملي. يشير التوقع الدفاعي إلى خفض الأفراد لتوقعاتهم الذاتية تجاه نتائج حدثٍ ما ستُقيَّم فيه قدراتهم، بحيث يضعون معايير منخفضة يتم الحكم عليهم على أساسها. بالإضافة إلى تقليل التوقعات تجاه الأداء في المهمة، يميل الأفراد أيضًا إلى التفكير في جميع النتائج المحتملة، سواء الإيجابية أو السلبية، قبل الحدث أو الأداء. ويُشار إلى هذا العامل بـ«التفكّر التأملي».
تدعم استراتيجية التوقع الدفاعي حماية شعور الفرد بتقدير الذات بعدة طرق. فمن خلال وضع توقعات منخفضة وبالتالي أكثر أمانًا، ستكون معايير الإنجاز أقل صعوبة، مما يسمح بنهج أسهل لتحقيق أداء ناجح. وبالمثل، يساعد التفكّر التأملي أيضًا على حماية تقدير الذات من خلال التفكير المسبق في جميع النتائج المحتملة. ويمكن لعملية التأمّل الدفاعي هذه أن تُعد دافعًا يُمكّن الفرد من التخطيط الدقيق وبذل أقصى ما لديه لتجنّب النتائج والسيناريوهات السلبية.
وعلى الرغم من أن هاتين الاستراتيجيتين في التشاؤم الدفاعي قد تُنظر إليهما بصورة سلبية لما لهما من صلة بقلق الأفراد، فإنهما في الواقع تدعمان تحسين الفرد وتعملان كحافز لتحفيز زيادة الجهد الذي يبذله في عملية الاستعداد لمهمة أو أداء.

## القدرة، والجهد، وبُنى التعلم غير التنافسية
يسعى الطلاب إلى تعظيم قدراتهم بطرق متعددة من أجل حماية شعورهم بقيمة الذات، إذ تُعد القدرة عاملًا أساسيًا في الإنجاز والنجاح والذي يُنظر إليه على أنه يعكس قيمة الفرد. وبينما يُثمِّن الأفراد قدرتهم الناتجة عن الذكاء، فإن الجهد الناتج عن الاجتهاد لا يُقدَّر بنفس القدر؛ بل يُعتبر مساوٍ للقيمة فقط في الحالات التي يكون الهدف النهائي فيها هو اكتساب المعرفة. وبالنسبة للطلاب الأصغر سنًا الذين يُساوون بين قيمة الجهد والقدرة، فإن جهدهم يُعزّز شعورهم بقيمة الذات من خلال دعم تنمية القدرة. ومع ذلك، فإن الطلاب الأكبر سنًا غالبًا ما يفوّتون فرصة الحصول على هذا التعزيز لأنهم يمتنعون عن بذل الجهد بسبب “خطر الإذلال” الذي قد ينجم عن الفشل.
بالنسبة لغالبية الطلاب الذين يتجنبون الفشل، فإن قيمة الذات تنبع من تحقيق الأداء، ويعتمد الأداء على قدراتهم. وبما أن الأداء الناتج عن القدرة يؤدي إلى الشعور بقيمة الذات، ففي المواقف التي يفشل فيها الطلاب في تحقيق أداء ناجح، يحاولون أن يظهروا كما لو أنهم قادرون على تحقيق النجاح حفاظًا على احترامهم لذاتهم. ويسعى الطلاب الذين يتجنبون الفشل إلى الظهور بمظهر الكفاءة من خلال استخدام استراتيجيات تجنب الفشل مثل التشاؤم الدفاعي والتقليل الذاتي للقدرات، حيث تُعتبر العجز تهديدًا كبيرًا لقيمة الذات.

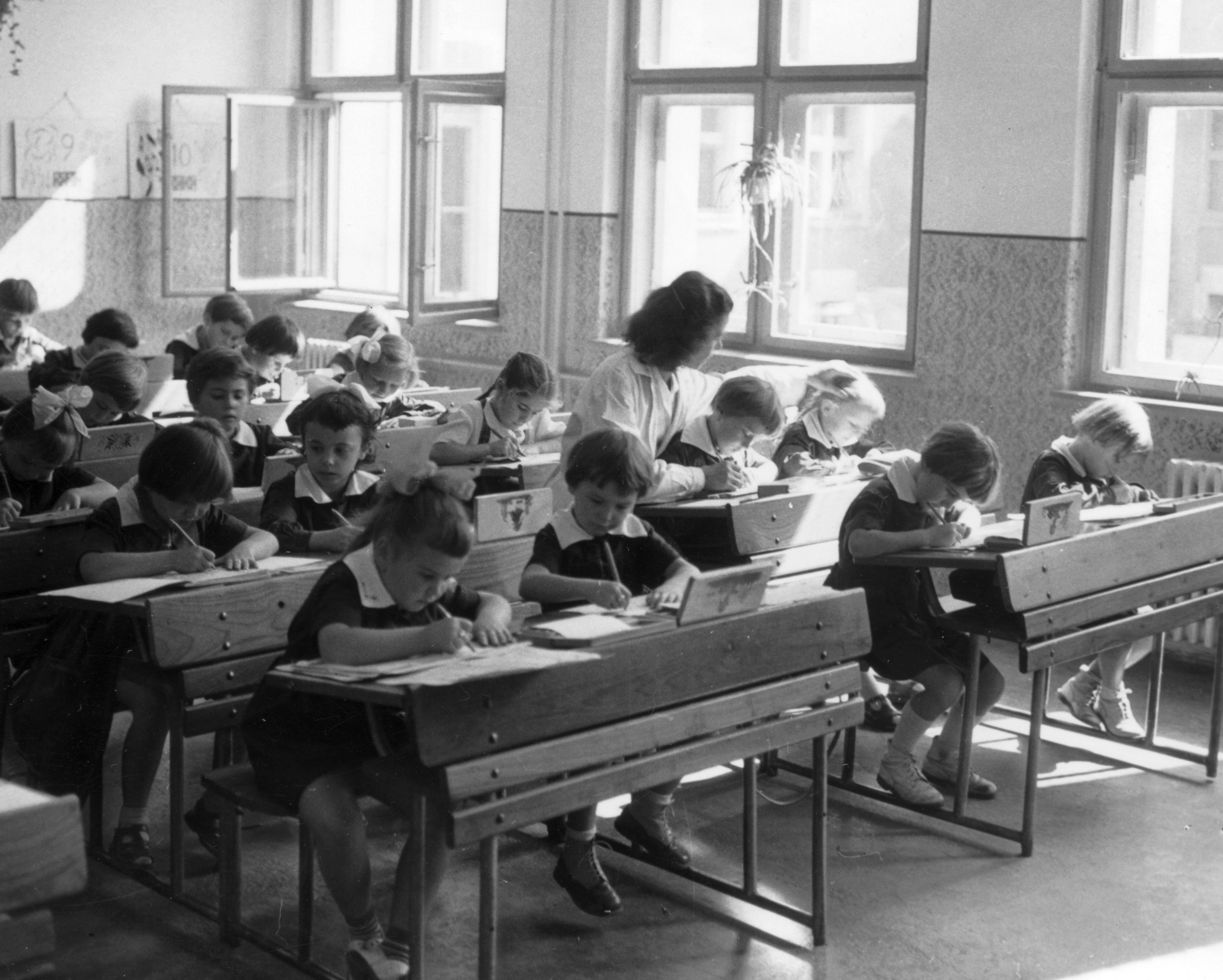
يُعد التعليم بطريقة تفصل هوس الطلاب بالقدرة عن رغبتهم في التعلم دورًا مهمًا للمُعلمين. من خلال استخدام بُنى تعلم غير تنافسية، يمكن للمُعلمين تحفيز الطلاب على السعي للنجاح بدلًا من محاولة تجنب الفشل.

تؤدي النتائج المختلفة لأداء الطالب – سواء النجاح أو الفشل – الناتجة عن القدرة أو الجهد إلى آثار متباينة على احترام الذات والمشاعر. فالنجاح الناتج عن قدرة وكفاءة عالية يؤدي إلى الشعور بقيمة الذات والإحساس بالفخر. وبالمثل، فإن النجاح الناتج عن بذل جهد منخفض يمنح شعورًا بقيمة الذات والفخر أيضًا، لأنه يُظهر القدرة العالية. ومن ناحية أخرى، فإن الفشل الناتج عن قلة الجهد يؤدي إلى الشعور بالذنب، بينما يؤدي الفشل الناتج عن ضعف القدرة إلى مشاعر من الخزي والإذلال. وتُفضل الغالبية من الطلاب الشعور بالذنب الناتج عن قلة الجهد على الشعور بالإذلال الناتج عن بذل جهد عالٍ والفشل رغم ذلك.
وللحيلولة دون لجوء الطلاب إلى تقليل الجهد، يُعد التعليم بطريقة تفصل بين هوس الطالب بالقدرة ورغبته في التعلم من الأدوار المهمة للمُعلمين. وتشمل هذه الطرق استخدام بُنى تعلم غير تنافسية، والتي تُعرف بأنها تُحفز الطلاب على السعي للنجاح بدلًا من تجنب الفشل. فعلى سبيل المثال، يُتيح “التعلم بالإتقان” للطلاب فرصًا مستمرة للاختبار والدراسة لرفع كفاءتهم في المادة إلى المستوى المطلوب. ويتطلب ذلك جهدًا مستمرًا، ويقترح التقييم بناءً على المقارنات الذاتية بدلًا من المقارنة بين الأقران.
ومن الأمثلة المعروفة الأخرى على بنى التعلم غير التنافسية ما يُعرف بالتعلم التعاوني. حيث يُقسّم أعضاء الفريق إلى مهام جزئية من الواجب الكلي ويُطلب من كل عضو إتقان جزء معين. بعد ذلك، يُتوقع من كل عضو أن يتحمل المسؤولية ويقوم بتعليم المعرفة التي اكتسبها لبقية أعضاء الفريق. ويهدف هذا النوع من التعلم التعاوني إلى إتاحة الفرصة للطلاب لتجربة مكافأة الإسهام في فائدة الآخرين، مما يؤدي إلى استنتاج مفاده أن هذه المكافأة يمكن أن تتجاوز الشعور بالتفوق على الآخرين.

## النموذج الرباعي لنظرية قيمة الذات
يُظهر النموذج الرباعي لنظرية قيمة الذات سلوك الفرد تحت دافع حماية الشعور بقيمة الذات، من خلال تمثيل دافعين مزدوجين هما تجنب الفشل والسعي نحو النجاح. يقترح هذا النموذج ثنائي الأبعاد أربعة أنماط عامة من المتعلمين من حيث التوجه نحو النجاح وتجنب الفشل. وتتكون الأنماط الأربعة من: أولئك الذين يتمتعون بارتفاع في السعي للنجاح وانخفاض في تجنب الفشل، والمتعلمين ذوي المستويات المنخفضة في البعدين معًا، والمتعلمين الذين يتجنبون الفشل بدرجة عالية ولكنهم منخفضون في السعي للنجاح، والمتعلمين المرتفعين في كلا البعدين.
النوع من المتعلمين الذين يتمتعون بارتفاع في التوجه نحو النجاح وانخفاض في تجنب الفشل يُعرفون باسم "الناجحين الموجهين". هذا النوع من المتعلمين عادةً ما يدرك القيمة الجوهرية للدراسة ولا يقادون بالحاجة إلى حماية الشعور بقيمة الذات، على عكس الأنواع الأخرى من المتعلمين.
أما النوع من المتعلمين الذين يظهرون مستويات منخفضة في كل من السعي نحو النجاح وتجنب الفشل، فيُعرفون باسم "المتقبلين للفشل". هؤلاء الأفراد غالبًا ما يقبلون تأثير الفشل على قدرتهم، ويصلون إلى استنتاج مفاده أن قدراتهم غير كافية، ما قد يؤدي إلى انقطاعهم عن الدراسة.
ويُعرف المتعلمون الذين يتمتعون بارتفاع في تجنب الفشل وانخفاض في السعي نحو النجاح باسم "متجنبي الفشل". وبدلًا من محاولة الأداء الجيد والسعي نحو النجاح في المهام الموكلة إليهم، يُركز متجنبو الفشل على تجنب الفشل من أجل حماية تصوراتهم الذاتية حول قدراتهم. ويُظهرون سلوكيات تتجنب المواقف التي قد تتضمن احتمال الفشل. وتشمل وسائل تجنب الفشل تقليل الجهد، وتحديد معايير وأهداف منخفضة بشكل غير واقعي تجاه حدث التقييم، وتقديم الأعذار للأداء الضعيف المحتمل. ومن المفارقات أن هذه الجهود التي يبذلونها لتجنب الفشل غالبًا ما تؤدي إلى الفشل، لكن لأسباب تبدو أقل تهديدًا مثل نقص الجهد، بدلًا من العجز الذاتي.
أما "المجتهدون المفرطون" فيُشير إليهم كنوع من المتعلمين الذين يتمتعون بارتفاع في كل من تجنب الفشل والسعي نحو النجاح. وعلى عكس المتعلمين الموجهين للنجاح، فإن المجتهدين المفرطين حسّاسون بشكل خاص لمشكلة الفشل، لأن لديهم شكوكًا حول قدراتهم، وقد يؤدي الفشل إلى تأكيد هذا العجز. ولهذا السبب، فإن المجتهدين المفرطين لديهم دافع قوي لتجنب الفشل وبالتالي لحماية تصوراتهم الذاتية حول قدراتهم. ومن السمات الشائعة للمجتهدين المفرطين أنهم أذكياء ودقيقون بالإضافة إلى اجتهادهم في العمل.

## الديناميكيات التطورية

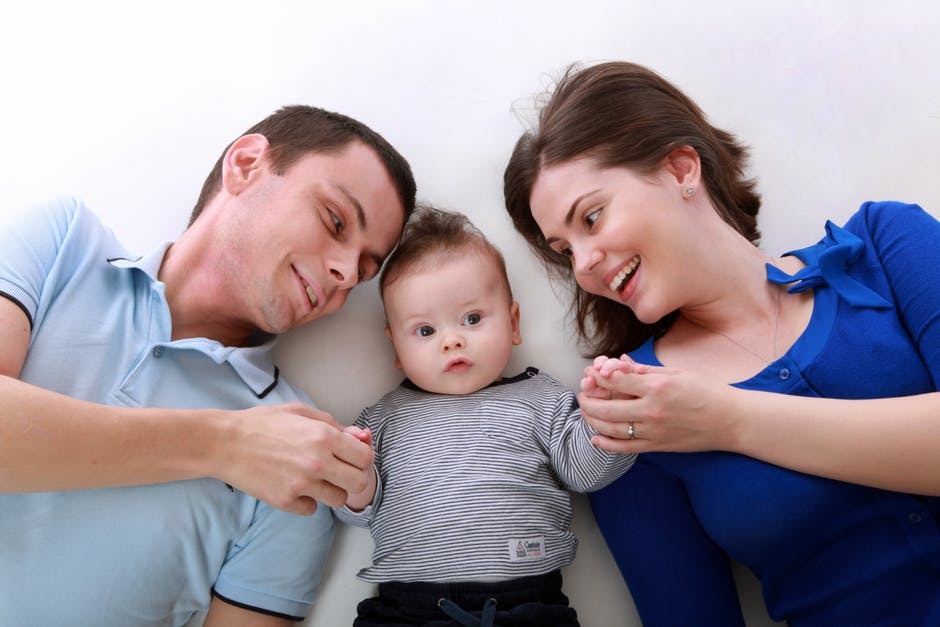
لقد ثبت أن نمط سلوك الفرد في المواقف التي يكون فيها مدفوعًا لحماية شعوره بقيمة الذات له علاقة واضحة بتربية الأبناء.

لقد ثبت أن نمط سلوك الفرد في المواقف التي يكون فيها مدفوعًا لحماية شعوره بقيمة الذات له علاقة واضحة بتربية الأطفال من خلال أبحاث تقليد نظرية الحافز. تشير الدراسات الرائدة المبكرة إلى أن الأفراد الموجهين نحو النجاح عادةً ما تم تربيتهم في بيئة دافئة تتضمن توجيهًا من الوالدين، وتلقوا التشجيع لاتخاذ القرارات بأنفسهم ولممارسة الاستقلالية. وتدعم عوامل البيئة الحاضنة الدافئة وتوجيه الوالدين تعزيز مسؤولية الفرد في سياق اتخاذ القرارات و"تجربة أفكار جديدة". أيضًا، وعلى عكس آباء الطلاب الموجهين نحو الفشل، فقد وُجد أن هؤلاء الآباء يتجاهلون الأداء الضعيف لأطفالهم ويكافئون إنجازاتهم المرضية بدلاً من ذلك. فعلى سبيل المثال، ذكر طلاب الجامعة الموجهون نحو النجاح سلوكيات آبائهم تجاههم في حالات الأداء الناجح والأداء الضعيف؛ وقد تذكروا أنهم غالبًا ما كانوا يتلقون الثناء عند الأداء الناجح وكانوا يعاقبون بشكل أقل عند الأداء المخيب للآمال مقارنةً بالطلاب المتجنبين للفشل.
أما آباء الطلاب الموجهين نحو الفشل، فعادةً ما تتسم خصائصهم بعكس خصائص آباء الطلاب الموجهين نحو النجاح؛ فهم غالبًا ما يفرضون عقوبات صارمة على أطفالهم عندما لا يرقى أداؤهم لتوقعاتهم. وحتى في الحالات التي يحقق فيها الأطفال أداءً يستحق الثناء ويُلبي التوقعات، يُقابل ذلك غالبًا بـ"ثناء خافت أو حتى لامبالاة".
تشمل دراسات الديناميكيات التطورية أيضًا عوامل عرقية. فعلى سبيل المثال، لقد ثبت أن الطلاب الآسيويين عادةً ما يتعرضون لضغوط أكبر من حيث القيم الأسرية الصارمة مقارنةً بالطلاب الأنجلوساكسونيين. وبالتالي، غالبًا ما يخشون الفشل الأكاديمي الذي قد يؤدي إلى رفض من الأسرة، مما يدفعهم للسعي نحو النجاح بدافع تجنب الفشل بدلاً من أن يكون الدافع داخليًا مثل متعة التعلم.